# Szegfűfélék
A szegfűfélék (Caryophyllaceae) családja a szegfűvirágúak (Caryophyllales) rendjének Caryophyllineae alrendjébe tartozó növénycsalád. Kiterjedt taxon, 88 nemzetség mintegy 2000 faja tartozik ide. Érdekesség, hogy a család szegfűszegre utaló névadó nemzetsége, a Caryophyllus már nem érvényes rendszertani név.
A család ismertebb nemzetségei közé tartozik a szegfű (Dianthus), a kakukkszegfű (Lychnis) és a habszegfű (Silene). Sok fajukat dísznövényként ültetik, mások széles körben elterjedt gyomnövények. A legtöbb faj a Mediterráneum területén, valamint Európa és Ázsia környező területein honos. A déli féltekén élő nemzetségek és fajok száma csekély, bár a családba tartozó felemásvirágú szegfű (Colobanthus quitensis) a világ legdélebbi elterjedésű kétszikű növénye, az Antarktisz területén élő két zárvatermőfaj egyike (a másik az antarktiszi sédbúza.)

## Elterjedésük, élőhelyük
A szegfűfélék családja rendkívül elterjedt, mivel minden kontinensen élnek a csoportba tartozó taxonok. Legtöbb fajuk a mérsékelt égövben él; néhány a trópusi magashegységekben telepedett meg. Elterjedési területük központja a Mediterráneum európai része és Ázsia szomszédos vidékei.
Néhány fajuk kozmopolita gyomnövény.

## Jellemzésük
A család fajai viszonylag könnyen felismerhetők. Főleg lágyszárúak tartoznak ide, néhány faj töve idővel elfásul. Ép szélű, keskeny leveleik átellenesen állnak, és felfújt szárcsomókkal csatlakoznak a szárhoz. Egyszerű, ép szélű leveleik töve gyakran összenő. Néhány fajnak pálhalevelei is vannak.
Virágaik általában hímnősek, sugaras szimmetriájúak, 4-5 csészeszerű lepellevéllel. Szirmaik – amik egyes elképzelések szerint a külső kör módosult porzói – nyélből és gyakran lebenyezett, lapos lemezből állnak, rajta függelékkel. 4-10 porzójuk van, az összenőtt termőlevelekből általában toktermés fejlődik. Virágzatuk kettős vagy többes, bogas, a rövid virágkocsányok miatt tömött, fejecskeszerű. Egyes fajok virágai magányosan állnak.
A felső állású magház két termőlevélből nő össze, és sok centrális magkezdeményt tartalmaz. Termésük sokmagvú, fogakkal nyíló tok.

## Életmódjuk, élőhelyük
Egynyáriak és évelők is vannak közöttük.

## Rendszertan
A Caryophyllaceae-t és az Amaranthaceae-t (disznóparéjfélék) jelenleg szoros kapcsolatban álló testvércsoportokként kezelik. Azelőtt a szegfűféléket a Caryophyllineae alrend többi tagja testvércsoportjának tartották, mivel antociánokat tartalmaznak betalain pigmentek helyett. Később azonban a kladisztikai analízis megmutatta, hogy a Caryophyllaceae betalaint tartalmazó ősökből fejlődött ki, így a betalain-tartalom az alrend szünapomorfiája maradt (az antocián-szintézis képessége pedig az elterjedtebb, pleziomorf állapotba való visszatérés).
A családot hagyományosan három alcsaládra osztották:
- lúdhúrfélék (Alsinoideae, Alsinacae): szabad csésze, nincs pálha
- habszegfűfélék (Silenoideae, Caryophylloidae): összenőtt csésze, nincs pálha
- ezüstvirágfélék (Paronychioideae, Herniarioidae): szabad vagy összenőtt csésze; húsos pálhalevelek,

az újabb elemzések azonban ezt a felosztást nem támogatják.
A család primitívebb tagjait tartalmazó Paronychioideae erősen parafiletikus, nemzetségei nem tartoznak szorosan össze, csak számos pleziomorf jegyük egyezik; legtöbbjüket incertae sedis-nek kell tekinteni, bár a Corrigiola és Telephium nemzetségek talán összevonhatók egy Corrigioleae családba.
Az Alsinoideae is parafiletikus. Úgy tűnik, két jól elkülöníthető klád alkotja, és talán néhány, tévesen ide sorolt nemzetség.
A hagyományos felosztásból csak a Silenoideae tekinthető nagyjából monofiletikusnak, ha az Alsinoideae egyes nemzetségeit hozzá soroljuk. Az új értelmezés szerinti alcsalád számára a Caryophylloideae név megfelelőbb lenne.
Nehezíti a tisztánlátást a család tagjainak erőteljes hibridizálódása, különösen a Silenoideae/Caryophylloideae alcsaládban – a család egyes leszármazási vonalai igen komplikáltnak bizonyultak, a kladisztikai analízis eszközeivel egyelőre nem sikerült leszármazási viszonyaikat megnyugtatóan feltárni.

### Nemzetségek
- Acanthophyllum
- Achyronychia
- Agrostemma – konkoly
- Allochrusa
- Alsinidendron
- Ankyropetalum
- Arenaria – homokhúr
- Bolanthus
- Bolbosaponaria
- Brachystemma
- Bufonia
- Cardionema
- Cerastium – madárhúr
- Cerdia
- Colobanthus
- Cometes
- Corrigiola
- Cucubalus
- Cyathophylla
- Dianthus – szegfű
- Diaphanoptera
- Dicheranthus
- Drymaria
- Drypis
- Eremogone
- Geocarpon
- Gymnocarpos
- Gypsophila – fátyolvirág
- Habrosia
- Haya
- Herniaria – porcika
- Holosteum – olocsán
- Honckenya
- Illecebrum
- Kabulia
- Krauseola
- Kuhitangia
- Lepyrodiclis
- Lochia
- Loeflingia
- Lychnis – kakukkszegfű
- Melandrium – mécsvirág
- Mesostemma
- Microphyes
- Minuartia – kőhúr
- Moehringia – csitri
- Moenchia
- Myosoton
- Ochotonophila
- Ortegia
- Paronychia – ezüstvirág
- Pentastemonodiscus
- Petrocoptis

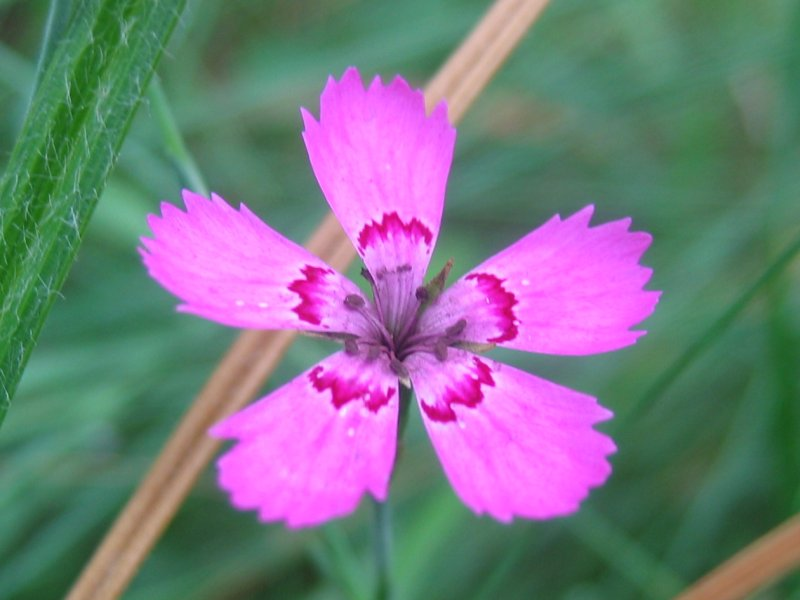
A réti szegfű (Dianthus deltoides) a Silenoideae központi helyzetű csoportjába tartozik

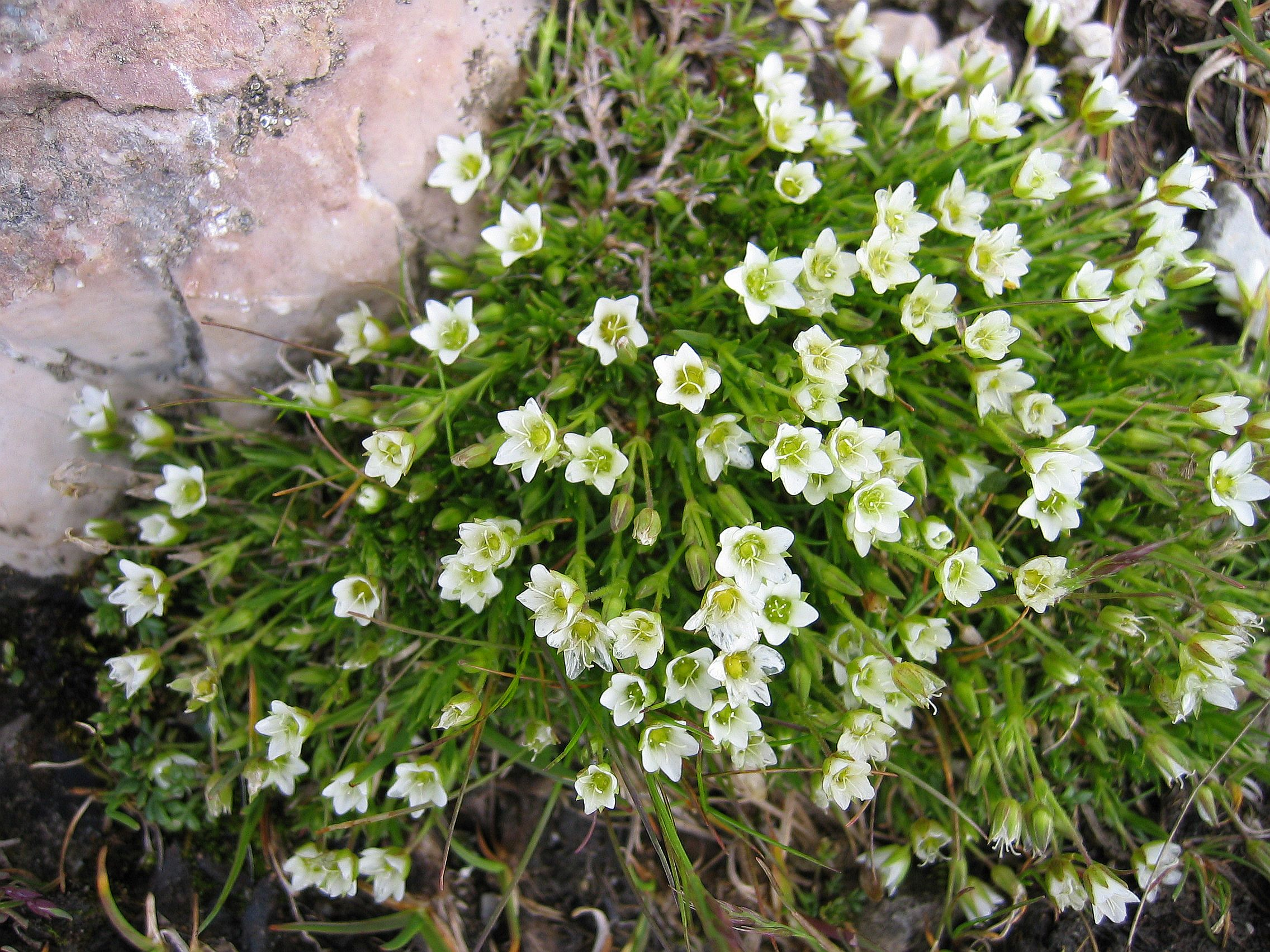
A Minuartia gerardii a hagyományosan Alsinoideae név alatt egyesített kládok egyikébe tartozik

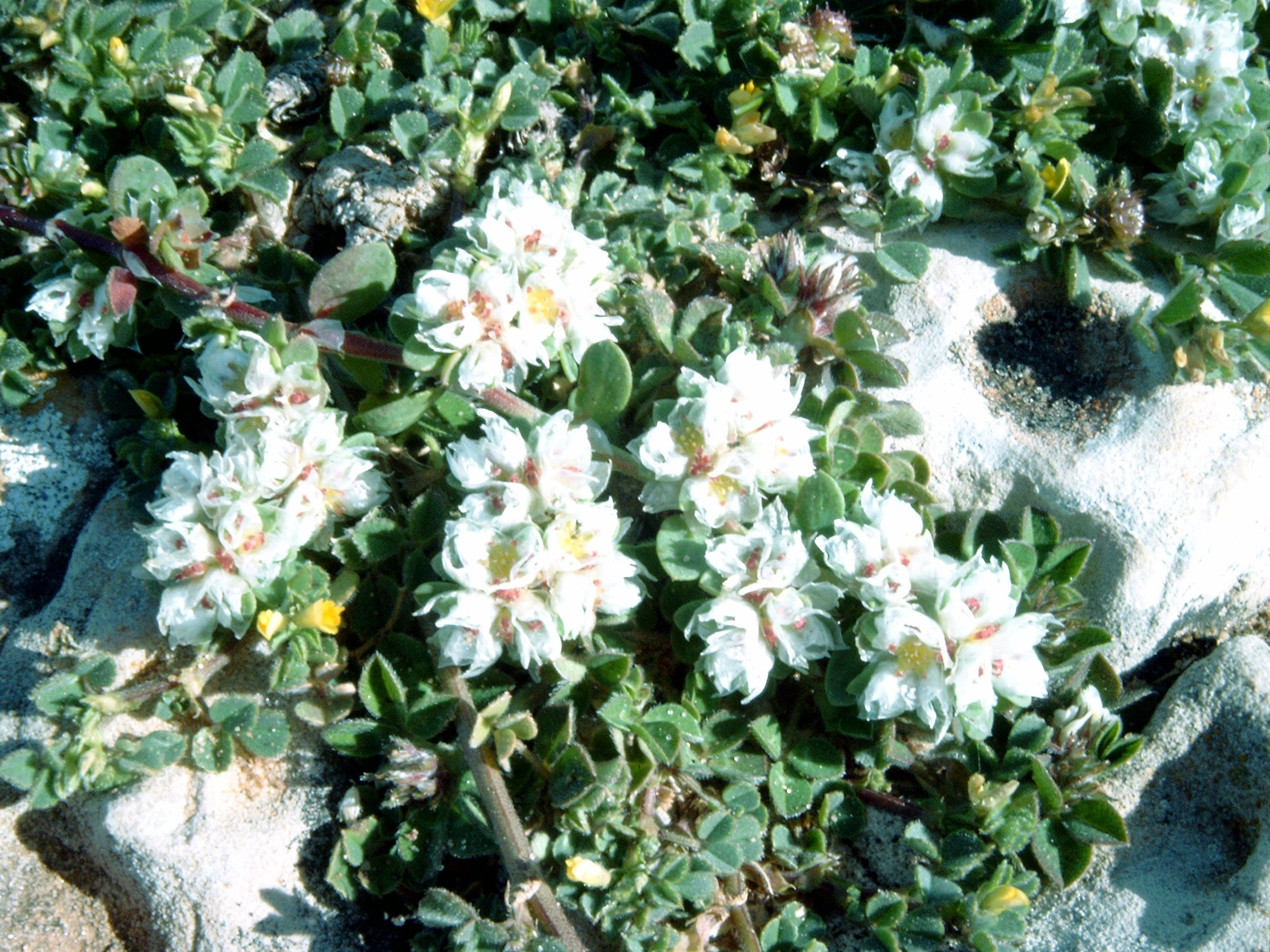
A nagyvirágú ezüstvirág virágzó példánya, a primitív Paronychioideae csoportból

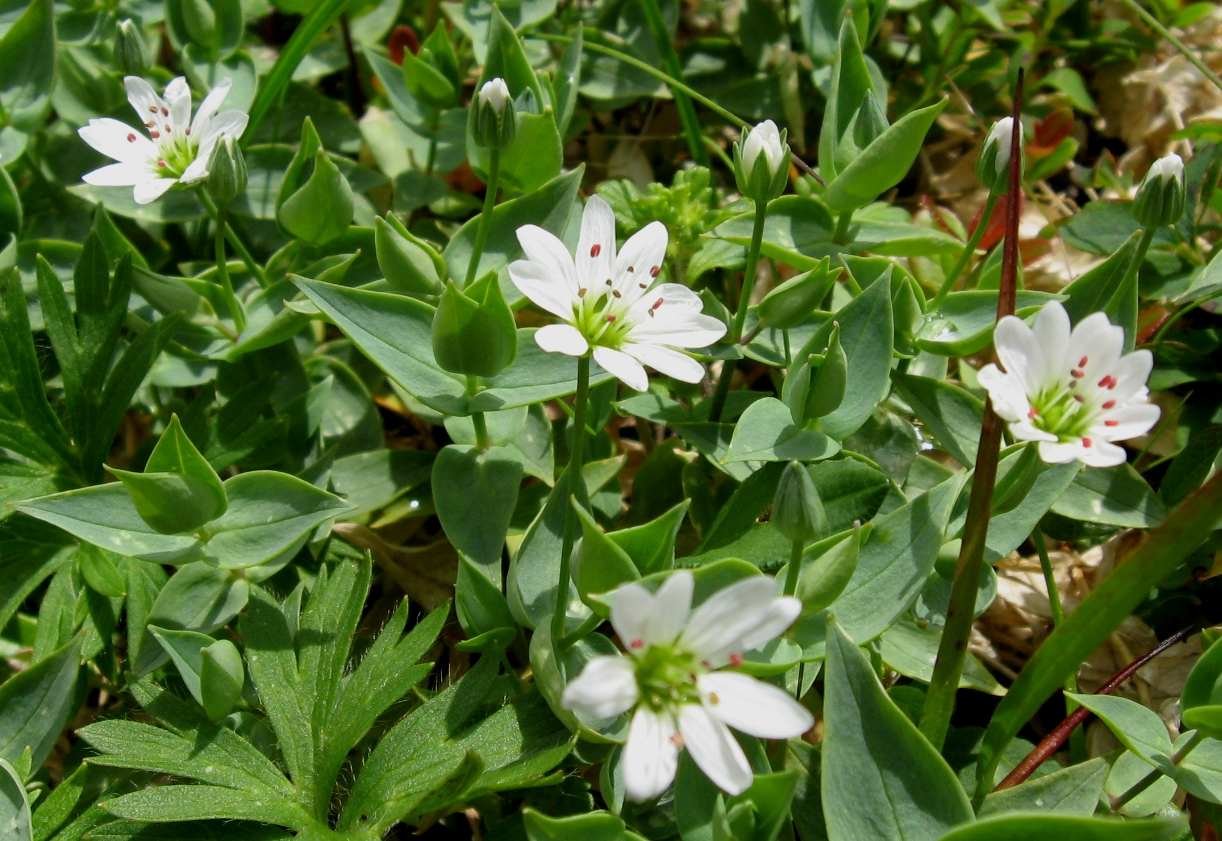
A Stellaria ruscifolia hagyományosan szintén az Alsinoideae alá sorolt, de nem tűnik a Minuartia közeli rokonának

- Petrorhagia (korábbi nevén Tunica) – aszúszegfű
- Philippiella
- Phrynella
- Pinosia
- Pirinia
- Pleioneura
- Plettkia
- Pollichia
- Polycarpaea
- Polycarpon
- Polytepalum
- Pseudostellaria
- Pteranthus
- Pycnophyllopsis
- Pycnophyllum
- Reicheella
- Sagina – zöldhúr
- Sanctambrosia
- Saponaria – szappanfű
- Schiedea
- Scleranthopsis
- Scleranthus – szikárka
- Sclerocephalus
- Scopulophila
- Selleola
- Silene – habszegfű
- Spergula – csibehúr
- Spergularia – budavirág
- Sphaerocoma
- Stellaria – csillaghúr
- Stipulicida
- Thurya
- Thylacospermum
- Uebelinia
- Vaccaria
- Velezia
- Wilhelmsia
- Xerotia

## Fordítás
- Ez a szócikk részben vagy egészben a Caryophyllaceae című angol Wikipédia-szócikk ezen változatának fordításán alapul.  Az eredeti cikk szerkesztőit annak laptörténete sorolja fel. Ez a jelzés csupán a megfogalmazás eredetét és a szerzői jogokat jelzi, nem szolgál a cikkben szereplő információk forrásmegjelöléseként.